# ليني بيكر
ليني بيكر (بالإنجليزية: Lenny Baker)‏ مواليد 17 يناير 1945 في بوسطن - الوفاة 12 أبريل 1982 في هالانديل بيتش، الولايات المتحدة، هو ممثل أمريكي بدأ مسيرته الفنية سنة 1969.

## الجوائز
- جائزة توني
- جائزة دراما ديسك

## روابط خارجية
- ليني بيكر على موقع IMDb (الإنجليزية)
- ليني بيكر على موقع ألو سيني (الفرنسية)
- ليني بيكر على موقع أول موفي (الإنجليزية)
- ليني بيكر على موقع قاعدة بيانات برودواي على الإنترنت (الإنجليزية)
- ليني بيكر على موقع قاعدة بيانات الفيلم (الإنجليزية)
- ليني بيكر على موقع كينوبويسك (الروسية)